# Клінова Інна Анатоліївна
Інна Анатоліївна Клінова (нар. 13 травня 1986р., Черкаси, Українська РСР) — українська та казахська веслувальниця на байдарці, багаторазова переможниця чемпіонатів. Майстер спорту Казахстану міжнародного класу. Майстер спорту України міжнародного класу.

## Кар'єра
Інна Клінова почала займатися веслуванням у 2001 році в Черкасах, Україна. Закінчила Національний університет фізичного виховання і спорту України. З 2005 року почала працювати с тренером Ігорем Володимировичем Нагаєвим.
Міжнародний дебют відбувся в складі збірної України у 2005 році. У 2010 році виграла Чемпіонат світу серед студентів на дистанції 200 м. 2012 року виграла Європейський ліцензійний турнір у польському Познані– взяла ліцензію до Лондона, але не поїхала. Чемпіонат світу серед студентів у Казані 2012 року приніс їй срібну медаль на тій же дистанції.
Почала виступи за збірну Казахстану у 2013 році, але тренера не змінила. В цьому ж році на Чемпіонаті Азії в Самарканді взяла два «золота» у К-1 200 м та К-4 500 м та два «срібла» у К-2 200 м та К-2 500 м. У 2014 році у її колекції з'явилася «бронза» з другого етапу Кубку світу та «срібло» з третього етапу, виступала знову на дистанції 200 м.
Азійські Ігри 2014 порадували «золотом» у К-1 200 м. У 2015 році додалася «бронза» з третього етапу Кубка світу К-1 200 м. На Літніх Олімпійських іграх 2016 посіла 8 місце у К-1 200 м та 10 місце у К-4 500 м.
На Азійських іграх 2018 завоювала «золоту» медаль на дистанції 200 м та "срібло" у К-4 500 м. У 2019 році на Чемпіонаті світу зайняла 9 місце.
У 2021 році Азійський кваліфікаційний турнір у Паттайї виграла гонку на К-1 200 м. 11 травня 2021 року написала заяву на звільнення за власним бажанням та покинула національну команду. Одна з найбільш титулованих спортсменок у веслуванні на байдарках та каное в Казахстані.
Зараз спортсменка тренується і виступає за Україну. На її особистій сторінці в Facebook вже багато постів, фотографій та відео з тренувань, де дає поради спортсменам-початківцям.